# Österbottens museum
Österbottens museum (finska: Pohjanmaan museo) är ett kommunalt kulturhistoriskt, konst- och naturvetenskapligt museum i Vasa i Finland. Det fungerar som Vasa stads historiska museum, landskapsmuseum, regionkonstmuseum och naturvetenskapligt museum. 
Museet har fyra utställningslokaler i Vasa, med den större delen i  huvudbyggnaden samt andra utställningar i Vasa konsthall, Nelin-Cronströms konsthem och Gamla Vasa museum i Gamla Vasa. Kontor finns i Wasastjernapalatset, det tidigare landshövdingeresidenset och konserveringsutrymmen och arbetsrum i Hallstenska huset.
Österbottens museum ingår sedan 2015 i den gemensamma organisationen för kommunala museer i Vasa, Vasa stads museer, under stadens museinämnd.

## Historik
Österbottens museum grundades 1895 av Föreningen för Österbottens historiska museum med Karl Hedman som ledande kraft. Den första museiutställningen öppnade 1896. Hedman samlade från 1892 systematiskt allmogeartefakter av allehanda slag samt konst, samlingar som efter hans och hustruns död tillföll museet. Karl Hedman var också intendent för museet från 1928 och tog initiativ till uppförande av den nuvarande huvudbyggnaden. 1955 ändrades namnet Österbottens historiska museum till Österbottens museum. Museet övertogs av Vasa stad 1990.

## Lokaler
Österbottens museums huvudbyggnad i nyklassicistisk stil vid Marieparken ritades av Eino Forsman 1927 och inrymmer basutställningar i tre våningar, med Hedmanska våningen överst, i våningen under en stadshistorisk basutställning och i källarvåningen Terranova-utställningen om naturen i Kvarkens skärgård. Huvudbyggnaden utvidgades 1967 med en utställningsflygel, ritad av Erik Kråkström.
Vasa konsthall ligger i bottenvåningen till det 1883 färdigställda och av Magnus Isæus ritade Vasa stadshus, som tidigare använts som brandstation.
Nelin-Cronströms konsthem donerades till museet 1997 och finns på andra våningen av ett 1931 uppfört våningshus. Det har tidigare bebotts av Elin och Alfred Nelins och efter dessa av deras dotter och svärson Anne-Marie och Gustav Nils-Gustav Cronström. Vasa stads museinämnd beslöt 2015 att stadens engagemang i konsthemmet ska upphöra från 2016.
Museilokalerna i Gamla Vasa finns i Wasastjernahuset. Detta blev museum 1852. Huset uppfördes i början av 1780-talet av köpmannen Abraham Falander, adlad Wasastjerna, stod kvar efter stadsbranden 1852 och har interiörer från 1700- och 1800-talen.
Det tidigare landshövdingeresidenset Wasastjernapalatset inhyser museets kontor i två våningar. Huset byggdes i nygotisk stil under första hälften av 1860-talet av brukspatron Gustaf August Wasastjerna (1823-1905) på Östermyra bruk efter ritningar gjorda av Carl Axel Setterberg och var guvernörs- och senare landshövdingeresidens från 1890-talet till nedläggningen av Vasa län 1998.
Hallstenska huset byggdes efter den stora stadsbranden i Vasa 1852, flyttades på 1860-talet från Gamla Vasa till stadens nya område och flyttades åter på 1950-talet till nuvarande adress på Lilla gatan.

## Bildgalleri

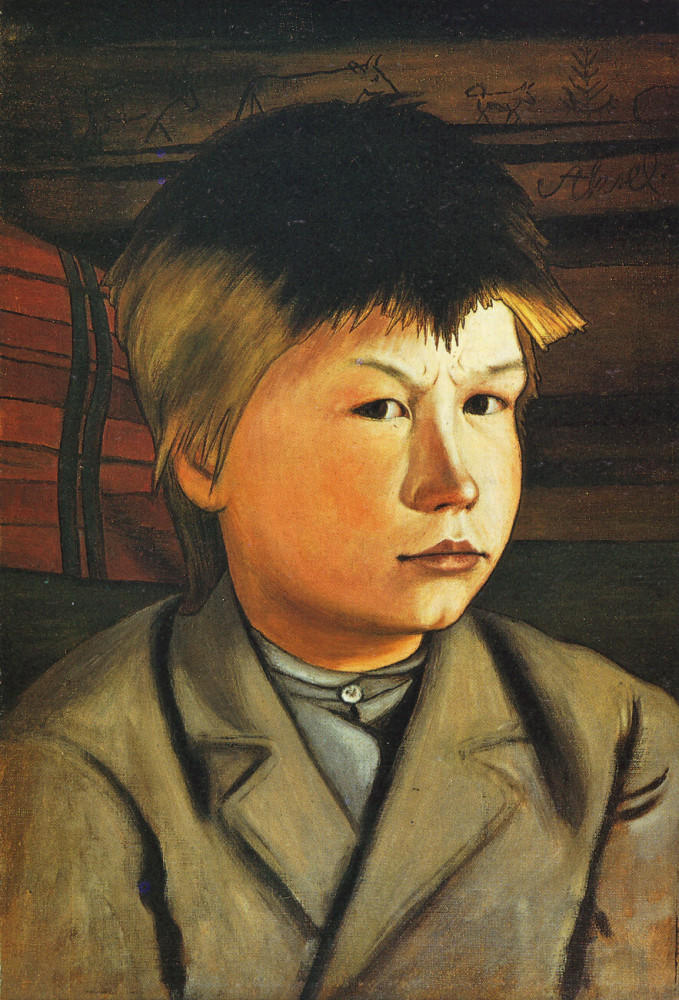
Akseli 1887
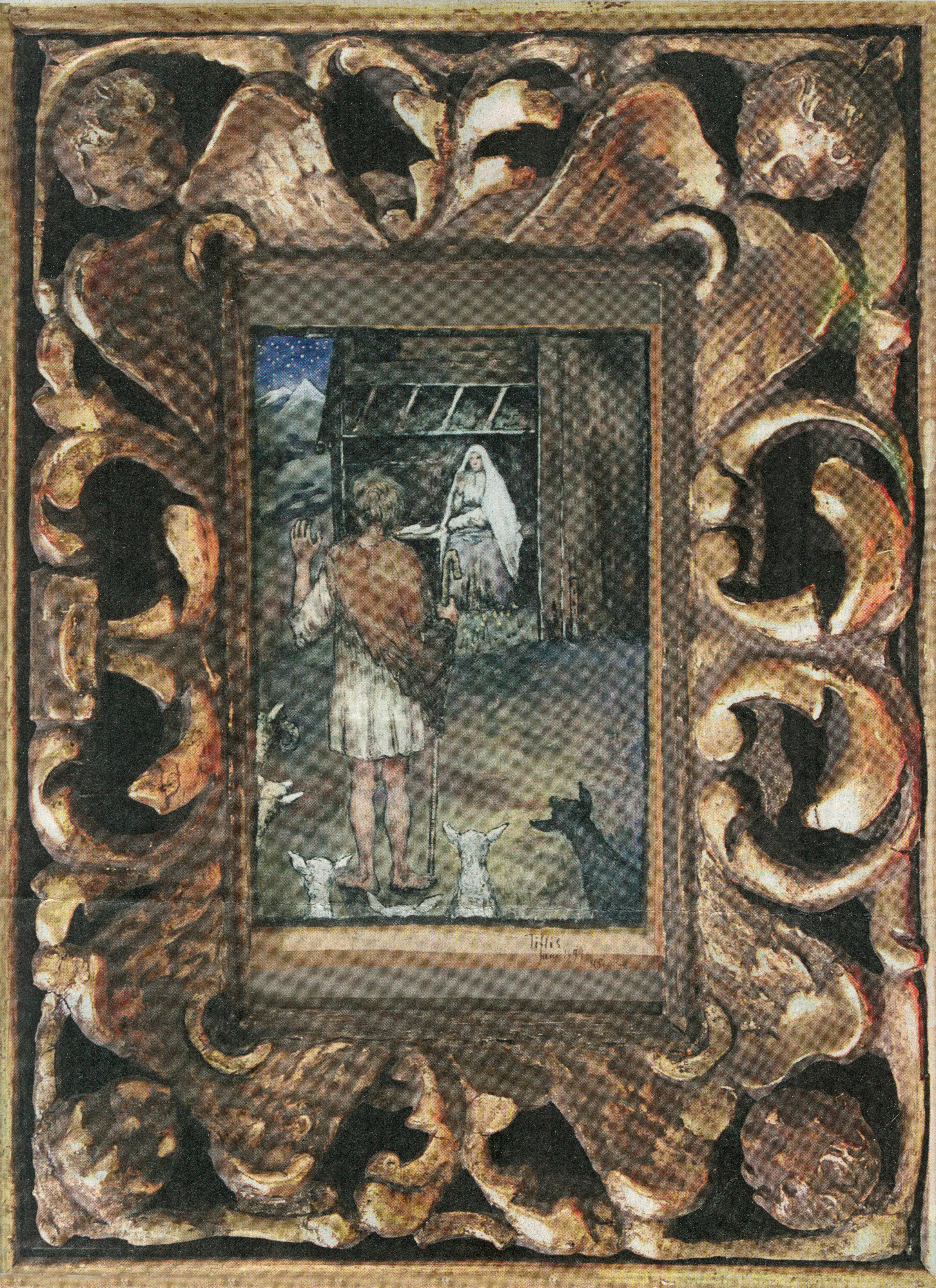
Julnatten